# Nicholas Nevid
Nicholas Nevid (1960) è un ex nuotatore statunitense.

## Carriera
Specializzato nella rana, è stato campione mondiale sulla distanza dei 200m a Berlino 1978.

## Palmarès
- Mondiali

Berlino 1978: oro nei 200m rana e nella 4x100m misti.
- Universiade

Bucarest 1981: oro nei 100m rana, argento nei 200m rana e argento nella 4x100m misti.